# Ве Ве Ну
Ве Ве Ну (бирм. ဝေဝေနု; род. 1987) — мьянманская правозащитница, работающая над улучшением ситуации с правами человека в Мьянме, в частности, правами рохинджа. Ве Ве Ну попала в список BBC 100 Women в 2014 году, а в 2017 журнал Time назвал её одной из Лидеров нового поколения (англ. Next Generation Leaders).

## Биография
Ве Ве Ну родилась 1987 года в городе Бутитаун, расположенном в штате Ракхайн, её родители — рохинджа. Она росла в Бутитауне, в 1993 году её семья переехала в Янгон. Отец Ве Ве Ну, Чжо Мин Йу, занимался трудовым правом, хунта на него давила, из-за чего он принял решение перевезти семью в столицу.

### Тюремное заключение
Ве Ве Ну поступила на юридический факультет Восточноянгонского университетав 16 лет. Спустя два года, в 2005 году, Ве Ве Ну и её родственников арестовали. Причиной была политическая деятельность её отца, который был избран в парламент страны на выборах, однако правящая военная хунта отказалась признавать их результаты.
Родители Ве Ве Ну и все их дети получили тюремные сроки с формулировками «за нарушение иммиграционного законодательства» и как «угроза национальной безопасности». Судебный процесс проходил без адвокатов, судьи в его ходе не делали записей. Ве Ве Ну была осуждена на 17 лет, а её отец — на 47 лет; оба они отбывали срок в тюрьме Инсейн, расположенной в Янгоне, при этом Ве Ве Ну, её сестра и мать содержались в одном общем помещении. Чжо Мин Йу отбывал срок в одиночной камере, а его сына отправили в другую тюрьму.
Во время заключения Ве Ве Ну познакомилась с другими заключёнными женщинами и многому научилась от них, из-за чего называет тюрьму «обучением жизни». В январе 2012 года Тейн Сейн объявил амнистию, под которую попала и семья Ве Ве Ну. Из-за плохих условий содержания в тюрьме её сестра заразилась неизлечимым гепатитом C, а у отца от сырости развилось заболевание сердца.

### Правозащитная деятельность и образование
Ве Ве Ну завершила образование в Восточноянгонском университете, а затем поступила на годичную политологическую программу в Британский совет и проходила различные политические тренинги. Она основала две общественные организации: Women’s Peace Network-Arakan и Justice for Women. Первая из них занимается укреплением мира в Мьянме для людей всех гендеров и пропагандирует взаимопонимание между всеми группами людей. Justice for Women — сеть юристок, предоставляющих профессиональную помощь нуждающимся женщинам. Ве Ве Ну читает лекции о домашнем насилии, сексуальных домогательствах и других вопросах, связанных с насилием. Она запустила в Twitter успешную кампанию #MyFriend, которая демонстрировала дружбу между индивидуумами из разных групп.
Также Ве Ве Ну читала лекции во многих организациях. В 2017 году она произнесла речь на Oslo Freedom Forum. Также она работала с ООН по вопросам соблюдения прав человека в Мьянме. Её приглашали с визитом в Белый дом и Конгресс США. По состоянию на 2017 год Ве Ве Ну проходила магистрскую программу в Калифорнийском университете в Беркли.

## Награды
В 2015 Ве Ве Ну попала в список Foreign Policy Top 100 Global Thinkers и приняла участие в обучающей программе для молодых лидеров стран с переходными политическими режимами Liberty and Leadership Forum в Президентском центре Джорджа Буша. В 2016 году её назвали одной из ста вдохновляющих женщин в журнале Salt, а в следующем — одной из лидеров нового поколения в журнале Time. В 2018 году Ве Ве Ну получила премию имени Хиллари Клинтон от Джорджтаунского университета.